# Servicio de tecnologías de la información
Un servicio de tecnologías de la información es un conjunto de actividades que buscan responder a las necesidades de un cliente por medio de un cambio de condición en los bienes informáticos (llámese activos), potenciando el valor de estos y reduciendo el riesgo inherente del sistema.
Este servicio IT se plasma como metodología de subcontratación laboral, muy común en la actualidad y consistente en que una empresa provea de forma fija o por un tiempo determinado de recursos humanos especializados en informática a otra empresa más grande y con más recursos económicos.
Los servicios son maneras de entregar valor a los clientes, como soporte de los resultados que ellos mismos pueden obtener sin incurrir en costos y riesgos específicos. Estos servicios no son bienes intangible

## 6 Características
Los servicios tienen dos características básicas:
- Utilidad. El valor producido por el servicio.
- Garantía. Es lo que se espera del servicio.
  - Disponibilidad.
  - Fiabilidad.
  - Capacidad.
  - Seguridad.

## Acuerdos de nivel de servicio
Son las políticas establecidas o acordadas de respuesta a las peticiones y/o reportes de incidentes, referidos a la continuidad y estabilidad del servicio.
Para ello se debe determinar los factores de atención para los incidentes, teniendo en cuenta:
- Nivel de prioridad.
- Niveles de calidad.
- Otros de acuerdo a los requerimientos y configuración de la organización.

## Desarrollo

### Composición de servicios
Diseñar los servicios en formas de componentes (plug-and-play) que se puedan intercambiar de forma sencilla buscando tener el mejor valor agregado.

### Relación empresarial
La empresa contratante busca como objetivo reducir costos administrativos y laborales, ya que paga a una empresa que la provee de empleados, y consecuentemente no tiene ningún tipo de gastos directamente sobre estos.  El empleado en sí pasa a ser solamente un recurso para la empresa contratante.
La empresa contratada se hace cargo y se responsabiliza de todos los aspectos del empleado (seguro médico, jubilación, etc). Si la empresa contratada decide despedir al empleado sin causa, es la empresa contratada quien deberá pagar la indemnización al empleado.

### Forma de negocio
La empresa contratante gana al reducir costos laborales, la empresa contratada gana una suma de dinero que le paga la empresa contratante y un porcentaje de esa suma de dinero es el salario del empleado.

### Cuestiones éticas derivadas
La subcontratación, especialmente aplicada en el ámbito de la informática, está muy cuestionada ya que el empleado gana, por lo general, sólo una tercera parte de lo que percibiría si trabajase de forma efectiva en la empresa contratante. Ese es el principal punto en contra de la subcontratación desde el punto de vista de los empleados.
Desde la perspectiva de las empresas contratantes, el principal punto en contra es que, especialmente en la informática, sus sistemas propios y la calidad de su funcionalidad en sí están afectados en la seguridad, ya que el empleado no tiene ningún compromiso con la empresa contratante, sino con su propia empresa (la contratada).
También está cuestionado el hecho de que estas empresas subcontratantes operen de forma masiva en países del tercer mundo, ya que las leyes laborales en dichos países son más permisivas respecto a este tipo de conducta empresarial.

## Abastecimiento

### Tercerización
El contrato de Tercerización en general responde a toda una tendencia vinculada a la reorganización de las grandes organizaciones a nivel mundial, entendiéndose que las mismas deben concentrar sus esfuerzos en las actividades comerciales, en el objeto de la organización, para obtener una mayor competitividad. Para ello es necesario encomendar a un tercero las tareas periféricas, como pueden ser el manejo de stock, almacenaje, procesamiento de datos, etc.
La necesidad que tienen las empresas sobre la optimización de sus actividades es proporcional al desarrollo de la tecnología y de las estrategias administrativas. La Tercerización de TI’s es una de las salidas que algunas empresas recurren para “hacer más con menos” ya que es más económico que la tercerización se encargue de estos procesos. Para poder acceder a estos servicios, el cliente se ve obligado a dar privilegios de información al proveedor para buscar la mejor estrategia para implementar los servicios.
La transferencia de servicios a diferentes proveedores es muy común hoy en día, lo que permite a otras empresas contratar directamente las nuevas figuras de outsourcing dadas sus necesidades. Estas nuevas figuras son:
- Cosourcing: tomar al proveedor como un socio comercial.
- Multisourcing: fusionar esfuerzos, negocios y sistemas.
- Outsourcing temporario: contratos menores a los 3 años.
- Insourcing: revertir el proceso de outsourcing realizando actividades que la misma empresa no realizaba.
- Off shoring: externalizar el servicio dependiendo las características de éste a países vecinos o a un país lejano.
- BOP: el proveedor contrata al personal de su cliente comprometiéndose con el funcionamiento de servicio.

### Insourcing
El insourcing se trata de la transferencia de una función que ha sido objeto de outsourcing a un departamento interno de la compañía para que sea totalmente manejado de nuevo por los trabajadores de la compañía madre.

## Industrialización de servicios
- Especialización del trabajo: economías de escala y de alcance.
- Consolidación de la demanda.
- Análisis de capacidad de operación.